# جوزيف وينستون كوكس
جوزيف وينستون كوكس (بالإنجليزية: Joseph Winston Cox)‏ هو قاضي ومحامي أمريكي، ولد في 19 أكتوبر 1875 في فرجينيا بيتش في الولايات المتحدة، وتوفي في 9 سبتمبر 1939 في واشنطن العاصمة في الولايات المتحدة.